# Länsväg 131
Länsväg 131 går sträckan Tranås – Österbymo. Sträckan ligger i Tranås kommun i Jönköpings län och i Ydre kommun i Östergötlands län.
Vägen ansluter till riksväg 32 och länsväg 134.

## Historia
Vägen har haft numret 131 sedan 1962. Innan dess hade vägen inte något skyltat nummer.